# Mercury (automóveis)
Mercury foi uma marca de automóveis pertencente à Ford Motor Company.

## História
A Mercury surgiu em 1939 como alternativa intermediária entre a marca mais popular Ford e a refinada Lincoln. Henry Ford não planejava construir veículos de luxo, mas foi convencido por seu filho Edsel a comprar a Lincoln. Como ficou evidente a diferença de qualidade entre as duas marcas, Edsel decidiu criar uma nova divisão. Nasceu, em 1938, a Mercury, que recebeu esse nome em homenagem ao deus romano Mercúrio, deus da venda, lucro e comércio.

## Modelos
- Mercury Grand Marquis (1975-2011)
- Mercury Mariner (2005-2011)
- Mercury Marauder (2003-2004)
- Mercury Milan (2006-2011)
- Mercury Montego (1968-1976, 2005-2011)
- Mercury Monterey (1952-1974, 2004-2007)
- Mercury Mountaineer (1997-2011)

## Galeria
- Mercury Town Sedan de 1947.
- Mercury Monterrey de 1963.
- Mercury Cougar de 1967.
- Mercury Marquis de 1978.
- Mercury Topaz de 1987.
- Mercury Mystique de 1998.
- Mercury Mariner Hybrid de 2008, último modelo da companhia.